# 鐵路帝國
《鐵路帝國》是鐵路題材經營模擬遊戲，由德國公司Kalypso Media旗下工作室Gaming Minds Studios開發，並於2018年初在Windows、Xbox One和PlayStation 4平臺發行。遊戲背景設定為於1830年代掀起工業革命的美國，玩家通過鋪設鐵路網、建造旅遊景點等方式擊敗競爭者，建立自己的鐵路帝國。遊戲設有有簡體中文字幕。

## 外部連結
- 開發商官方網頁 （英文）
- 發行商官方網頁 （英文）